# Championnat du monde de roller in line hockey FIRS 2015
Navigation
2014 2016
L'édition 2015 du championnat du monde de roller in line hockey se tient du 16 au 21 juin 2015 à Rosario en Argentine. C'est la vingt-et-unième édition organisée par la Fédération internationale de roller sports.
La République Tchèque est sacrée championne du monde en battant en finale la France par deux buts à un. Les États-Unis se classent troisièmes. Les Tchèques réalisent le triplé cette année en remportant aussi les tournois féminin et junior.

## Phase préliminaire

### Groupe A
| Clt   | Équipe     | PJ | V | D | N | BP | BC | Pts |
| ----- | ---------- | -- | - | - | - | -- | -- | --- |
| +001, | États-Unis | 3  | 3 | 0 | 0 | 13 | 4  | 6   |
| +002, | Espagne    | 3  | 1 | 1 | 1 | 6  | 8  | 3   |
| +003, | Italie     | 3  | 1 | 2 | 0 | 9  | 8  | 2   |
| +004, | Colombie   | 3  | 0 | 2 | 1 | 3  | 11 | 1   |

- Qualifié pour les quarts de finale (poule haute)
- Reversé en poule basse

| 16 juin 2015 | Espagne | 2-0 (0-0, 2-0) | Italie | Club Athletico Provincial Rosario |

| Feuille de match | Feuille de match | Feuille de match | Feuille de match | Feuille de match |
| ---------------- | --- | ---------------- | ---------------- | ---------------- |
|                  | Bejarano Delgado (mineure) — 17 min 32 s Ercilla Bustamante (Perez Acuña) — 27 min 13 s Del Rey (Xavier Porqueras Marques) — 33 min 53 s | · 1-0 · 2-0      |                  |                  |
|                  | |                  |                  |                  |
| 2 min            | Pénalités | 0 min            |                  |                  |
|                  | |                  |                  |                  |

| 16 juin 2015 | États-Unis | 2-0 (1-0, 1-0) | Colombie | Club Athletico Provincial Rosario |

| Feuille de match | Feuille de match                                                              | Feuille de match | Feuille de match                    | Feuille de match |
| ---------------- | ----------------------------------------------------------------------------- | ---------------- | ----------------------------------- | ---------------- |
|                  | Keating (Mazzie) — 46 s Gardner (mineure) — 16 min 43 s Nixdorf — 34 min 37 s | 1-0 · 2-0        | C. Villamizar (mineure) — 4 min 5 s |                  |
|                  |                                                                               |                  |                                     |                  |
| 2 min            | Pénalités                                                                     | 2 min            |                                     |                  |
|                  |                                                                               |                  |                                     |                  |

| 17 juin 2015 | Italie | 3-6 (1-3, 2-3) | États-Unis | Club Athletico Provincial Rosario |

| Feuille de match | Feuille de match | Feuille de match                                    | Feuille de match | Feuille de match |
| ---------------- | --- | --------------------------------------------------- | --- | ---------------- |
|                  | Ciresa (Felicetti) — 3 min 31 s (PP) Ciresa (mineure) — 24 min 13 s Belcastro (mineure) — 31 min 5 s Lettera (Rigoni) — 34 min 48 s Traversa (Delfino) — 39 min 59 s | 0-1 · 1-1 · 1-2 · 1-3 · 1-4 · 1-5 · 2-5 · 2-6 · 3-6 | C. Baldwin (Ganz) — 33 s E. Baldwin (mineure) — 2 min 44 s Swims (mineure) — 5 min 24 s Nixdorf (C. Baldwin) — 8 min 55 s Mosenson (mineure) — 9 min 58 s C. Baldwin (Mosenson) — 18 min 17 s Nixdorf (C. Baldwin) — 21 min 18 s Mazzie (Keating) — 32 min 12 s (PP) Mazzie — 38 min 20 s |                  |
|                  | |                                                     | |                  |
| 4 min            | Pénalités | 6 min                                               | |                  |
|                  | |                                                     | |                  |

| 17 juin 2015 | Colombie | 3-3 (3-1, 0-2) | Espagne | Club Athletico Provincial Rosario |

| Feuille de match | Feuille de match | Feuille de match                  | Feuille de match | Feuille de match |
| ---------------- | --- | --------------------------------- | --- | ---------------- |
|                  | Littfack (C. Villamizar) — 3 min 11 s Littfack (mineure) — 7 min 25 s Espinoza (Castro) — 11 min 25 s C. Villamizar (Sanchez) — 18 min 2 s J.S. Villamizar (mineure) — 21 min 7 s | 1-0 · 2-0 · 2-1 · 3-1 · 3-2 · 3-3 | Garcia Pascual — 12 min 19 s Requena Soriano (mineure) — 16 min 7 s Tomas Suarez (Ercilla Bustamante) — 30 min 6 s Cabalin Manresa — 31 min 18 s |                  |
|                  | |                                   | |                  |
| 4 min            | Pénalités | 2 min                             | |                  |
|                  | |                                   | |                  |

| 18 juin 2015 | États-Unis | 5-1 (4-0, 1-1) | Espagne | Club Athletico Provincial Rosario |

| Feuille de match | Feuille de match | Feuille de match        | Feuille de match                                | Feuille de match |
| ---------------- | --- | ----------------------- | ----------------------------------------------- | ---------------- |
|                  | C. Baldwin — 3 min 27 s C. Baldwin — 6 min 36 s Swims (Mazzie) — 18 min 46 s Mazzie — 18 min 59 s E. Baldwin (Keating) — 23 min 7 s | 1-0 2-0 3-0 4-0 5-0 5-1 | Porqueras Marques (Torres Galeno) — 31 min 27 s |                  |
|                  | |                         |                                                 |                  |
| 0 min            | Pénalités | 0 min                   |                                                 |                  |
|                  | |                         |                                                 |                  |

| 18 juin 2015 | Colombie | 0-6 (0-4, 0-2) | Italie | Club Athletico Provincial Rosario |

| Feuille de match | Feuille de match | Feuille de match                    | Feuille de match | Feuille de match |
| ---------------- | --- | ----------------------------------- | --- | ---------------- |
|                  | Mendez (mineure) — 3 min 20 s Burgos (mineure) — 21 min 25 s Espinoza (mineure) — 30 min 8 s Burgos (mineure) — 30 min 40 s Alvarado (mineure) — 39 min 26 s | 0-1 · 0-2 · 0-3 · 0-4 · 0-5 · 0-6 · | Ciresa (Felicetti) — 1 min 12 s Virzi (Bellini) — 11 min 55 s Delfino (Chelodi) — 13 min 40 s Chelodi (Delfino) — 14 min 19 s Rigoni — 20 min 41 s Bellini (Virzi) — 21 min 41 s (PP) Felicetti (mineure) — 25 min Rigoni (mineure) — 30 min 8 s Felicetti (mineure) — 30 min 40 s Felicetti (méconduite) — 30 min 40 s |                  |
|                  | |                                     | |                  |
| 10 min           | Pénalités | 16 min                              | |                  |
|                  | |                                     | |                  |

### Groupe B
| Clt   | Équipe             | PJ | V | D | N | BP | BC | Pts |
| ----- | ------------------ | -- | - | - | - | -- | -- | --- |
| +001, | République tchèque | 3  | 3 | 0 | 0 | 16 | 3  | 6   |
| +002, | France             | 3  | 2 | 1 | 0 | 15 | 7  | 4   |
| +003, | Lettonie           | 3  | 1 | 2 | 0 | 8  | 13 | 2   |
| +004, | Suisse             | 3  | 0 | 3 | 0 | 3  | 19 | 0   |

- Qualifié pour les quarts de finale (poule haute)
- Reversé en poule basse

| 16 juin 2015 | Suisse | 2-5 (1-2, 1-3) | Lettonie | Club Athletico Provincial Rosario |

| Feuille de match | Feuille de match | Feuille de match                            | Feuille de match | Feuille de match |
| ---------------- | --- | ------------------------------------------- | --- | ---------------- |
|                  | Rothen (mineure) — 8 min 17 s Bucher (mineure) — 15 min 39 s Horber — 17 min 43 s Simmen (mineure) — 23 min 34 s Hürlimann — 24 min 18 s (SH) Bahar (mineure) — 36 min 12 s | · 0-1 · 0-2 · 1-2 · 2-2 · 2-3 · 2-4 · 2-5 · | M. Lipsbergs (E. Lipsbergs) — 13 min 18 s Maslovskis (Zelubovskis) — 15 min 18 s Purvinsh (mineure) — 15 min 39 s M. Lipsbergs (E. Lipsbergs) — 34 min 47 s Purvinsh (mineure) — 36 min 12 s M. Lipsbergs — 36 min 29 s Durdins — 38 min 12 s Zelubovskis (méconduite) — 38 min 12 s |                  |
|                  | |                                             | |                  |
| 8 min            | Pénalités | 14 min                                      | |                  |
|                  | |                                             | |                  |

| 16 juin 2015 | République tchèque | 4-2 (2-0, 2-2) | France | Club Athletico Provincial Rosario |

| Feuille de match | Feuille de match | Feuille de match                  | Feuille de match | Feuille de match |
| ---------------- | --- | --------------------------------- | --- | ---------------- |
|                  | Loskot — 21 s Strycek (mineure) — 6 min 24 s Simo (mineure) — 8 min 32 s P. Sebek (Strycek) — 16 min 15 s Sem (Loskot) — 25 min 22 s (PP) P. Sebek (mineure) — 32 min 50 s Loskot (Simo) — 36 min 56 s P. Sebek (mineure) — 37 min 42 s | 1-0 · 2-0 · 3-0 · 3-1 · 4-1 · 4-2 | Masson (mineure) — 6 min 24 s Langlois (mineure) — 8 min 5 s Mogniat Duclos (mineure) — 12 min 32 s Masson (mineure) — 23 min 50 s Masson (mineure) — 32 min 50 s Masson (méconduite) — 32 min 50 s Lapresa (Ostre) — 34 min 39 s Langlois (Gabillet) — 38 min 6 s (PP) |                  |
|                  | |                                   | |                  |
| 8 min            | Pénalités | 20 min                            | |                  |
|                  | |                                   | |                  |

| 17 juin 2015 | Lettonie | 1-5 (0-1, 1-4) | République tchèque | Club Athletico Provincial Rosario |

| Feuille de match | Feuille de match | Feuille de match                  | Feuille de match | Feuille de match |
| ---------------- | --- | --------------------------------- | --- | ---------------- |
|                  | Pujats (E. Lipsbergs) — 20 min 51 s Zelubovskis (mineure) — 24 min 13 s Purvinsh (mineure) — 28 min 15 s Maslovskis (mineure) — 28 min 15 s | 0-1 · 1-1 · 1-2 · 1-3 · 1-4 · 1-5 | Kames (L. Novak) — 10 min 51 s Simo (mineure) — 11 min 55 s Loskot (P. Sebek) — 34 min 15 s Simo (Loskot) — 36 min 37 s P. Sebek (Loskot) — 38 min 15 s Bernad — 39 min 47 s |                  |
|                  | |                                   | |                  |
| 6 min            | Pénalités | 2 min                             | |                  |
|                  | |                                   | |                  |

| 17 juin 2015 | France | 7-1 (4-1, 3-0) | Suisse | Club Athletico Provincial Rosario |

| Feuille de match | Feuille de match | Feuille de match                                | Feuille de match | Feuille de match |
| ---------------- | --- | ----------------------------------------------- | --- | ---------------- |
|                  | Ostre (Lapresa) — 1 min 40 s Mogniat Duclos (Lapresa) — 3 min 45 s Tijou (mineure) — 6 min 9 s Mogniat Duclos (mineure) — 11 min Ostre (Gabillet) — 11 min 43 s (SH) Tijou (mineure) — 12 min 57 s Ladonne — 13 min 9 s (SH) Masson (mineure) — 18 min 29 s Mogniat Duclos (Lapresa) — 24 min 52 s (PP) Mogniat Duclos (Couraud) — 36 min 6 s (PP) Crignier — 37 min 7 s (PP) Gabillet (méconduite pour le match) — 38 min 58 s Lapresa (mineure) — 38 min 58 s Lapresa (méconduite) — 38 min 58 s | 1-0 · 2-0 · 3-0 · 4-0 · 4-1 · 5-1 · 6-1 · 7-1 · | Furrer (mineure) — 6 min 59 s Häfliger (mineure) — 8 min 48 s Hürlimann — 14 min 51 s Rothen (mineure) — 21 min 22 s Schrepfer (mineure) — 23 min 23 s Furrer (mineure) — 35 min 14 s Hürlimann (mineure) — 35 min 14 s Schrepfer (mineure) — 38 min 58 s Schrepfer (méconduite) — 38 min 58 s Häfliger (mineure) — 39 min 50 s Simmen (mineure) — 39 min 56 s |                  |
|                  | |                                                 | |                  |
| 20 min           | Pénalités | 28 min                                          | |                  |
|                  | |                                                 | |                  |

| 18 juin 2015 | France | 6-2 (3-1, 3-1) | Lettonie | Club Athletico Provincial Rosario |

| Feuille de match | Feuille de match | Feuille de match                                  | Feuille de match | Feuille de match |
| ---------------- | --- | ------------------------------------------------- | --- | ---------------- |
|                  | Tijou (mineure) — 4 min 12 s Mogniat Duclos (Ostre) — 8 min 4 s Crignier (Tijou) — 15 min 10 s (PP) Langlois (mineure) — 16 min 16 s Lapresa (Mogniat Duclos) — 16 min 47 s (PP) John Ostre (mineure) — 18 min 15 s Ladonne (Mogniat Duclos) — 22 min 27 s Gabillet (mineure) — 28 min 57 s Masson (Gabillet) — 31 min 33 s Crignier (Gabillet) — 37 min 14 s (PP) Rage (mineure) — 39 min 12 s | · 1-0 · 1-1 · 2-1 · 3-1 · 3-2 · 4-2 · 5-2 · 6-2 · | Durdins (E. Lipsbergs) — 11 min 4 s Pujats (mineure) — 13 min 23 s Batraks (mineure) — 14 min 19 s Cimermanis (mineure) — 16 min 12 s Cimermanis (méconduite) — 16 min 12 s E. Lipsbergs (mineure) — 16 min 24 s Galkins — 21 min 26 s Golubovich (mineure) — 32 min 45 s E. Lipsbergs (mineure) — 36 min 27 s E. Lipsbergs (mineure) — 39 min 12 s E. Lipsbergs (méconduite) — 39 min 12 s |                  |
|                  | |                                                   | |                  |
| 10 min           | Pénalités | 34 min                                            | |                  |
|                  | |                                                   | |                  |

| 18 juin 2015 | République tchèque | 7-0 (4-0, 3-0) | Suisse | Club Athletico Provincial Rosario |

| Feuille de match | Feuille de match | Feuille de match                          | Feuille de match | Feuille de match |
| ---------------- | --- | ----------------------------------------- | --- | ---------------- |
|                  | Kames (D. Sebek) — 3 min 50 s (PP) D. Sebek — 6 min 58 s Strycek (Simo) — 12 min 5 s (PP) Kames — 16 min 58 s Vich (mineure) — 24 min 37 s P. Sebek (Simo) — 29 min 35 s (PP) Cik (D. Sebek) — 30 min 43 s P. Sebek (Simo) — 36 min 57 s (PP) | · 1-0 · 2-0 · 3-0 · 4-0 · 5-0 · 6-0 · 7-0 | Rothen (mineure) — 3 min 9 s Furrer (mineure) — 11 min 49 s Furrer (méconduite) — 16 min 58 s Furrer (mineure) — 28 min 49 s Häfliger (mineure) — 35 min 29 s |                  |
|                  | |                                           | |                  |
| 2 min            | Pénalités | 18 min                                    | |                  |
|                  | |                                           | |                  |

### Groupe C
| Clt   | Équipe    | PJ | V | D | N | BP | BC | Pts |
| ----- | --------- | -- | - | - | - | -- | -- | --- |
| +001, | Mexique   | 2  | 2 | 0 | 0 | 18 | 4  | 4   |
| +002, | Venezuela | 2  | 1 | 1 | 0 | 25 | 7  | 2   |
| +003, | Inde      | 2  | 0 | 2 | 0 | 0  | 32 | 0   |

- Qualifié pour les quarts de finale (poule haute)
- Reversé en poule basse

| 16 juin 2015 | Inde | 0-21 (pr) (0-7, 0-12, 0-2) | Venezuela | Club Athletico Provincial Rosario |

| Feuille de match | Feuille de match                 | Feuille de match | Feuille de match | Feuille de match |
| ---------------- | -------------------------------- | --- | --- | ---------------- |
|                  | J. Thota (mineure) — 20 min 59 s | 0-1 · 0-2 · 0-3 · 0-4 · 0-5 · 0-6 · 0-7 · 0-8 · 0-9 · 0-10 · 0-11 · 0-12 · 0-13 · 0-14 · 0-15 · 0-16 · 0-17 · 0-18 · 0-19 · 0-20 · 0-21 | Zambrano (Osa) — 3 min 10 s Salas (Montesinos) — 7 min 57 s Mogollón Hernandez (Salas) — 13 min 12 s Mogollón Hernandez ( Osa) — 14 min 33 s Zambrano (Osa) — 16 min 3 s Salas (Montesinos) — 16 min 23 s Osa (Mogollón Hernandez) — 17 min 55 s Salas (Montesinos) — 20 min 37 s Salas (Mogollón Hernandez) — 20 min 50 s Salas (Mogollón Hernandez) — 22 min 41 s Mogollón Hernandez (Osa) — 23 min 29 s Salas (Mogollón Hernandez) — 25 min 9 s Montesinos (Hinestroza) — 26 min 58 s Lee (Montesinos) — 30 min 17 s Chumaceiro (Mogollón Hernandez) — 30 min 36 s Montesinos (Osa) — 37 min 8 s Montesinos (Lee) — 38 min 4 s Lee (Salas) — 39 min 47 s Chumaceiro (Valentiner) — 40 min Hinestroza (Salas) — 47 min 44 s Salas (Osa) — 59 min 59 s |                  |
|                  |                                  | | |                  |
| 2 min            | Pénalités                        | 0 min | |                  |
|                  |                                  | | |                  |

| 17 juin 2015 | Venezuela | 4-7 (2-0, 2-7) | Mexique | Club Athletico Provincial Rosario |

| Feuille de match | Feuille de match | Feuille de match                                                | Feuille de match | Feuille de match |
| ---------------- | --- | --------------------------------------------------------------- | --- | ---------------- |
|                  | Osa — 7 min 36 s Salas — 13 min 3 s Mogollón Hernandez (mineure) — 24 min 23 s Salas (Lee) — 24 min 32 s Osa (Chumaceiro) — 28 min 50 s Osa (mineure) — 36 min 28 s Mogollón Hernandez (mineure) — 37 min 6 s | 1-0 · 2-0 · 2-1 · 2-2 · 3-2 · 3-3 · 4-3 · 4-4 · 4-5 · 4-6 · 4-7 | Martinez (Grosso Alanis) — 20 min 18 s Ramirez — 20 min 59 s Sanchez Loyo (mineure) — 22 min 31 s Martinez (mineure) — 23 min 27 s Sanchez Loyo (Martinez) — 26 min 31 s Martinez (mineure) — 28 min 44 s Ramirez (Castellanos) — 37 min 45 s (PP) Ramirez (Martinez) — 38 min 20 s (PP) Grosso Alanis (Martinez) — 39 min 27 s Martinez (Cano Pérez) — 39 min 57 s |                  |
|                  | |                                                                 | |                  |
| 6 min            | Pénalités | 6 min                                                           | |                  |
|                  | |                                                                 | |                  |

| 18 juin 2015 | Mexique | 11-0 (8-0, 3-0) | Inde | Club Athletico Provincial Rosario |

| Feuille de match | Feuille de match | Feuille de match                                                  | Feuille de match                 | Feuille de match |
| ---------------- | --- | ----------------------------------------------------------------- | -------------------------------- | ---------------- |
|                  | Chavez (Cano Pérez) — 38 s Cano Pérez (Castellanos) — 4 min 55 s Talamantes Rodriguez (García Zuverza) — 13 min 34 s Olivares Guzman (Talamantes Rodriguez) — 15 min 6 s Cano Pérez (Chavez) — 17 min 18 s Cano Pérez — 17 min 40 s Sanchez Loyo (Talamantes Rodriguez) — 17 min 49 s Olivares Guzman (García Zuverza) — 18 min 11 s Samperio (Ramirez) — 23 min 19 s Castellanos (Cano Pérez) — 29 min 16 s Sanchez Loyo (mineure) — 34 min 52 s Cano Pérez (mineure) — 39 min 21 s Ramirez (Samperio) — 39 min 40 s (SH) | 1-0 · 2-0 · 3-0 · 4-0 · 5-0 · 6-0 · 7-0 · 8-0 · 9-0 · 10-0 · 11-0 | Gunamoni (mineure) — 20 min 20 s |                  |
|                  | |                                                                   |                                  |                  |
| 4 min            | Pénalités | 2 min                                                             |                                  |                  |
|                  | |                                                                   |                                  |                  |

### Groupe D
| Clt   | Équipe    | PJ | V | D | N | BP | BC | Pts |
| ----- | --------- | -- | - | - | - | -- | -- | --- |
| +001, | Argentine | 3  | 3 | 0 | 0 | 27 | 4  | 6   |
| +002, | Brésil    | 3  | 2 | 1 | 0 | 30 | 3  | 4   |
| +003, | Chili     | 3  | 1 | 2 | 0 | 9  | 18 | 2   |
| +004, | Macau     | 3  | 0 | 3 | 0 | 0  | 41 | 0   |

- Qualifié pour les quarts de finale (poule haute)
- Reversé en poule basse

| 16 juin 2015 | Argentine | 15-0 (9-0, 6-0) | Macau | Club Athletico Provincial Rosario |

| Feuille de match | Feuille de match | Feuille de match                                                                              | Feuille de match                                                  | Feuille de match |
| ---------------- | --- | --------------------------------------------------------------------------------------------- | ----------------------------------------------------------------- | ---------------- |
|                  | S. Marengo (Vadra) — 20 s S. Marengo (Vadra) — 26 s Vadra (S. Marengo) — 6 min 17 s Echevarría (Guzmán) — 10 min 5 s (PP) S. Marengo (Irisarri) — 11 min 14 s Echevarría (Insúa) — 13 min 13 s Vadra (S. Marengo) — 15 min 24 s Insúa (Portabella) — 15 min 59 s Guzmán (Echevarría) — 19 min 25 s Echevarría — 21 min 15 s Echevarría (Guzmán) — 21 min 26 s Vigilante (Galbán) — 22 min 31 s Vadra (S. Marengo) — 27 min 32 s Manceñido (mineure) — 28 min 25 s Vigilante — 31 min 38 s S. Marengo (Vadra) — 37 min 14 s | 1-0 · 2-0 · 3-0 · 4-0 · 5-0 · 6-0 · 7-0 · 8-0 · 9-0 · 10-0 · 11-0 · 12-0 · 13-0 · 14-0 · 15-0 | C.C. Tong (mineure) — 8 min 10 s S.S. Kei (mineure) — 17 min 23 s |                  |
|                  | |                                                                                               |                                                                   |                  |
| 2 min            | Pénalités | 4 min                                                                                         |                                                                   |                  |
|                  | |                                                                                               |                                                                   |                  |

| 16 juin 2015 | Brésil | 9-0 (5-0, 4-0) | Chili | Club Athletico Provincial Rosario |

| Feuille de match | Feuille de match | Feuille de match                                        | Feuille de match                                                                              | Feuille de match |
| ---------------- | --- | ------------------------------------------------------- | --------------------------------------------------------------------------------------------- | ---------------- |
|                  | Andrade (mineure) — 3 min 54 s Fernando de Almeida — 6 min 5 s Fernando de Almeida (Pedro Custodio) — 10 min 29 s Guzman (Milanov Geraldini) — 12 min 29 s Farias Gomez (Guilardi) — 12 min 49 s Farias Gomez (Milanov Geraldini) — 14 min 39 s Koenen (Guzman) — 33 min 38 s Farias Gomez (Fernando de Almeida) — 34 min 40 s FMilanov Geraldini — 36 min 25 s Guilardi — 37 min 30 s Limeira da Silva (mineure) — 39 min 12 s | · 1-0 · 2-0 · 3-0 · 4-0 · 5-0 · 6-0 · 7-0 · 8-0 · 9-0 · | G. Araya (mineure) — 13 min 49 s Castro (mineure) — 18 min 17 s Jofre (mineure) — 26 min 44 s |                  |
|                  | |                                                         |                                                                                               |                  |
| 4 min            | Pénalités | 6 min                                                   |                                                                                               |                  |
|                  | |                                                         |                                                                                               |                  |

| 17 juin 2015 | Chili | 2-9 (0-6, 2-3) | Argentine | Club Athletico Provincial Rosario |

| Feuille de match | Feuille de match | Feuille de match                                                  | Feuille de match | Feuille de match |
| ---------------- | --- | ----------------------------------------------------------------- | --- | ---------------- |
|                  | G. Araya (M. Araya) — 21 min 6 s (PP) M. Araya (mineure) — 31 min 31 s Jofre (Cubillos) — 35 min 35 s M. Araya (mineure) — 39 min 56 s | 0-1 · 0-2 · 0-3 · 0-4 · 0-5 · 0-6 · 1-6 · 1-7 · 1-8 · 1-9 · 2-9 · | Vadra (Irisarri) — 2 min 44 s Insúa (Echevarría) — 5 min 18 s A. Marengo (Vadra) — 6 min 52 s Echevarría (mineure) — 7 min 29 s Vadra (S. Marengo) — 8 min 30 s (SH) Vadra (S. Marengo) — 11 min 39 s Irisarri — 16 min 11 s Degiacomi (mineure) — 19 min 38 s Portabella (mineure) — 29 min 21 s Irisarri (Vadra) — 29 min 53 s (SH) Vadra (Irisarri) — 30 min (SH) S. Marengo (A. Marengo) — 34 min 21 s |                  |
|                  | |                                                                   | |                  |
| 4 min            | Pénalités | 6 min                                                             | |                  |
|                  | |                                                                   | |                  |

| 17 juin 2015 | Macau | 0-19 (0-11, 0-8) | Brésil | Club Athletico Provincial Rosario |

| Feuille de match | Feuille de match                                                                                   | Feuille de match | Feuille de match | Feuille de match |
| ---------------- | -------------------------------------------------------------------------------------------------- | --- | --- | ---------------- |
|                  | C.C. Tong (mineure) — 14 min 22 s S.S. Kei (mineure) — 31 min 5 s S.S. Kei (mineure) — 39 min 49 s | 0-1 · 0-2 · 0-3 · 0-4 · 0-5 · 0-6 · 0-7 · 0-8 · 0-9 · 0-10 · 0-11 · 0-12 · 0-13 · 0-14 · 0-15 · 0-16 · 0-17 · 0-18 · 0-19 · | Pedro Custodio (Fernando de Almeida) — 56 s Limeira da Silva (de Magalhaes) — 1 min 27 s Guzman — 7 min 56 s Limeira da Silva — 9 min 27 s Fernando de Almeida (Farias Gomez) — 10 min 3 s Farias Gomez (Fernando de Almeida) — 13 min 50 s Milanov Geraldini (Guilardi) — 14 min 29 s Limeira da Silva — 16 min 22 s Koenen (Farias Gomez) — 16 min 57 s Bossi (Guilardi) — 17 min 11 s Andrade — 17 min 32 s Milanov Geraldini (Andrade) — 22 min 30 s Guilardi (Farias Gomez) — 25 min 26 s Guzman (Milanov Geraldini) — 25 min 52 s Calhelha Christiani (Andrade) — 26 min 50 s Calhelha Christiani — 30 min 20 s Graciano (Koenen) — 33 min 13 s Koenen — 33 min 47 s Fernando de Almeida (Farias Gomez) — 34 min 13 s Maraboli (mineure) — 34 min 15 s de Magalhaes (mineure) — 35 min 32 s |                  |
|                  | | | |                  |
| 6 min            | Pénalités                                                                                          | 4 min | |                  |
|                  | | | |                  |

| 18 juillet 2015 | Macau | 0-7 (0-4, 0-3) | Chili | Club Athletico Provincial Rosario |

| Feuille de match | Feuille de match          | Feuille de match                          | Feuille de match | Feuille de match |
| ---------------- | ------------------------- | ----------------------------------------- | --- | ---------------- |
|                  | H. Cheng (mineure) — 34 s | · 0-1 · 0-2 · 0-3 · 0-4 · 0-5 · 0-6 · 0-7 | G. Araya (Vera) — 47 s (PP) G. Araya — 2 min 11 s Castro (mineure) — 5 min 16 s G. Araya (Vera) — 7 min 49 s Castro (mineure) — 8 min 14 s Vera (M. Araya) — 12 min 28 s Jofre (G. Araya) — 27 min 20 s Jofre (Cubillos) — 30 min 53 s Guerra (mineure) — 34 min 16 s G. Araya (Guerra) — 37 min 49 s |                  |
|                  |                           |                                           | |                  |
| 2 min            | Pénalités                 | 6 min                                     | |                  |
|                  |                           |                                           | |                  |

| 18 juin 2015 | Brésil | 2-3 (1-2, 1-1) | Argentine | Club Athletico Provincial Rosario |

| Feuille de match | Feuille de match | Feuille de match              | Feuille de match | Feuille de match |
| ---------------- | --- | ----------------------------- | --- | ---------------- |
|                  | Calhelha Christiani (mineure) — 9 min 41 s Guzman (mineure) — 12 min 10 s Farias Gomez (mineure) — 13 min 52 s Fernando de Almeida (Guilardi) — 18 min 29 s (PP) Fernando de Almeida (Guilardi) — 32 min 5 s | · 0-1 · 0-2 · 1-2 · 2-2 · 2-3 | Portabella (mineure) — 6 min 48 s Vadra (S. Marengo) — 10 min 5 s (PP) Vadra (A. Marengo) — 12 min 24 s (PP) Irisarri (mineure) — 17 min 21 s Portabella (mineure) — 27 min 40 s Insúa (Portabella) — 35 min 25 s |                  |
|                  | |                               | |                  |
| 6 min            | Pénalités | 6 min                         | |                  |
|                  | |                               | |                  |

## Séries éliminatoires

### Poule haute

#### Tableau final
|  | Quarts de finale        | Quarts de finale        |                 |                         | Demi-finales           | Demi-finales           |   |  | Finale        | Finale       |
|  | Quarts de finale        | Quarts de finale        |                 |                         | Demi-finales           | Demi-finales           |   |  | Finale        | Finale       |
|  |                         |                         |                 |                         |                        |                        |   |  |               |              |
|  | 19 juin 2015            | 19 juin 2015            |                 |                         | 20 juin 2015           | 20 juin 2015           |   |  | 21 juin 2015  | 21 juin 2015 |
|  | 19 juin 2015            | 19 juin 2015            |                 |                         | 20 juin 2015           | 20 juin 2015           |   |  | 21 juin 2015  | 21 juin 2015 |
|  | [A1] États-Unis         | 2                       |                 |                         | 20 juin 2015           | 20 juin 2015           |   |  | 21 juin 2015  | 21 juin 2015 |
|  | [A1] États-Unis         | 2                       |                 |                         | 20 juin 2015           | 20 juin 2015           |   |  | 21 juin 2015  | 21 juin 2015 |
|  | [D1] Argentine          | 1                       |                 |                         | 20 juin 2015           | 20 juin 2015           |   |  | 21 juin 2015  | 21 juin 2015 |
|  | [D1] Argentine          | 1                       | [A1] États-Unis | 2                       |                        |                        |   |  | 21 juin 2015  | 21 juin 2015 |
|  | 19 juin 2015            |                         | [A1] États-Unis | 2                       |                        |                        |   |  | 21 juin 2015  | 21 juin 2015 |
|  |                         | [B2] France             | 6               |                         |                        |                        |   |  | 21 juin 2015  | 21 juin 2015 |
|  | [B2] France             | [B2] France             | 6               | 4                       |                        |                        |   |  | 21 juin 2015  | 21 juin 2015 |
|  | [B2] France             |                         |                 | 4                       |                        |                        |   |  | 21 juin 2015  | 21 juin 2015 |
|  | [A3] Italie             | 1                       |                 |                         |                        |                        |   |  | 21 juin 2015  | 21 juin 2015 |
|  | [A3] Italie             | 1                       | [B2] France     | 1                       |                        |                        |   |  |               |              |
|  | 19 juin 2015            |                         | [B2] France     | 1                       |                        |                        |   |  |               |              |
|  |                         | [B1] République tchèque | 2ap             |                         |                        |                        |   |  |               |              |
|  | [A2] Espagne            | [B1] République tchèque | 2ap             | 3                       |                        |                        |   |  |               |              |
|  | [A2] Espagne            | 20 juin 2015            |                 | 3                       |                        |                        |   |  |               |              |
|  | [B3] Lettonie           | 7                       |                 |                         |                        |                        |   |  |               |              |
|  | [B3] Lettonie           | 7                       | [B3] Lettonie   | 1                       |                        |                        |   |  |               |              |
|  | 19 juin 2015            | 19 juin 2015            | [B3] Lettonie   | 1                       | Match pour la 3e place | Match pour la 3e place |   |  |               |              |
|  | 19 juin 2015            | 19 juin 2015            |                 | [B1] République tchèque | Match pour la 3e place | Match pour la 3e place | 3 |  |               |              |
|  | [B1] République tchèque | 10                      | 21 juin 2015    | 21 juin 2015            |                        |                        | 3 |  |               |              |
|  | [B1] République tchèque | 10                      | 21 juin 2015    | 21 juin 2015            |                        |                        |   |  |               |              |
|  | [C1] Mexique            | 1                       |                 | [A1] États-Unis         | 7                      |                        |   |  |               |              |
|  | [C1] Mexique            | 1                       |                 | [A1] États-Unis         | 7                      |                        |   |  |               |              |
|  |                         |                         |                 |                         |                        |                        |   |  | [B3] Lettonie | 4            |
|  |                         |                         |                 |                         |                        |                        |   |  | [B3] Lettonie | 4            |

|  | Perdants 1/4 de finale | Perdants 1/4 de finale |             |   | 5e place     | 5e place     |
|  | Perdants 1/4 de finale | Perdants 1/4 de finale |             |   | 5e place     | 5e place     |
|  |                        |                        |             |   |              |              |
|  | 20 juin 2015           | 20 juin 2015           |             |   | 21 juin 2015 | 21 juin 2015 |
|  | 20 juin 2015           | 20 juin 2015           |             |   | 21 juin 2015 | 21 juin 2015 |
|  | [D1] Argentine         | 3                      |             |   | 21 juin 2015 | 21 juin 2015 |
|  | [D1] Argentine         | 3                      |             |   | 21 juin 2015 | 21 juin 2015 |
|  | [A3] Italie            | 6                      |             |   | 21 juin 2015 | 21 juin 2015 |
|  | [A3] Italie            | 6                      | [A3] Italie | 3 |              |              |
|  | 20 juin 2015           |                        | [A3] Italie | 3 |              |              |
|  |                        | [A2] Espagne           | 2ap         |   |              |              |
|  | [A2] Espagne           | [A2] Espagne           | 2ap         | 5 |              |              |
|  | [A2] Espagne           |                        |             | 5 |              |              |
|  | [C1] Mexique           | 3                      |             |   |              |              |
|  | [C1] Mexique           | 3                      | 7e place    |   |              |              |
|  |                        |                        |             |   |              |              |
|  | 21 juin 2015           |                        |             |   |              |              |
|  |                        |                        |             |   |              |              |
|  | [D1] Argentine         | 4                      |             |   |              |              |
|  | [D1] Argentine         | 4                      |             |   |              |              |
|  | [C1] Mexique           | 2                      |             |   |              |              |
|  | [C1] Mexique           | 2                      |             |   |              |              |

#### Quarts de finale
| 19 juin 2015 | Espagne | 3-7 (2-6, 1-1) | Lettonie | Club Athletico Provincial Rosario |

| Feuille de match | Feuille de match | Feuille de match                                            | Feuille de match | Feuille de match |
| ---------------- | --- | ----------------------------------------------------------- | --- | ---------------- |
|                  | Del Rey (Requena Soriano) — 11 min 16 s Porqueras Marques (Del Rey) — 17 min 46 s Del Rey (mineure) — 19 min 55 s Carcamo (Garcia Pascual) — 22 min 39 s Del Rey (mineure) — 23 min 30 s Suarez (mineure) — 29 min 38 s Requena Soriano (mineure) — 33 min 37 s Garcia Pascual (mineure) — 38 min 51 s | 0-1 · 0-2 · 0-3 · 0-4 · 0-5 · 1-5 · 2-5 · 2-6 · 3-6 · 3-7 · | M. Lipsbergs (Pujats) — 3 min 16 s E. Lipsbergs (Cimermanis) — 4 min 13 s Batraks (Ogorodnikovs) — 4 min 50 s E. Lipsbergs (M. Lipsbergs) — 7 min 24 s M. Lipsbergs (Durdins) — 9 min 18 s Maslovskis (Golubovich) — 18 min 16 s Cimermanis (mineure) — 21 min 8 s Maslovskis (Durdins) — 26 min 26 s Galkins (mineure) — 33 min 37 s |                  |
|                  | |                                                             | |                  |
| 10 min           | Pénalités | 4 min                                                       | |                  |
|                  | |                                                             | |                  |

| 19 juin 2015 | France | 4-1 (1-0, 3-1) | Italie | Club Athletico Provincial Rosario |

| Feuille de match | Feuille de match | Feuille de match              | Feuille de match | Feuille de match |
| ---------------- | --- | ----------------------------- | --- | ---------------- |
|                  | Gabillet (mineure) — 4 min 41 s Ostre (Ladonne) — 18 min 36 s Masson (mineure) — 20 min 56 s Couraud (Fontanille) — 24 min 19 s Crignier (Rage) — 34 min 9 s Ostre (mineure) — 34 min 52 s Crignier — 39 min 50 s | · 1-0 · 2-0 · 3-0 · 3-1 · 4-1 | Comencini (mineure) — 5 min 11 s Baldan (mineure) — 11 min Ciresa (mineure) — 32 min 4 s Bellini (mineure) — 32 min 52 s Delfino (méconduite) — 32 min 52 s Rigoni (mineure) — 39 min 12 s Comencini (Rigoni) — 32 min 4 s |                  |
|                  | |                               | |                  |
| 6 min            | Pénalités | 20 min                        | |                  |
|                  | |                               | |                  |

| 19 juin 2015 | République tchèque | 10-1 (7-0, 3-1) | Mexique | Club Athletico Provincial Rosario |

| Feuille de match | Feuille de match | Feuille de match                                                 | Feuille de match                                                       | Feuille de match |
| ---------------- | --- | ---------------------------------------------------------------- | ---------------------------------------------------------------------- | ---------------- |
|                  | D. Sebek (Cik) — 1 min 15 s Rubes (J. Novak) — 3 min 15 s Simo (Loskot) — 7 min 48 s Sem (Bernad) — 8 min 55 s P. Sebek (Simo) — 11 min 11 s Bernad — 12 min 24 s L. Novak — 18 min 37 s Sem (Cik) — 21 min 49 s L. Novak (Kames) — 26 min 3 s Simo (Loskot) — 38 min 39 s (PP) | 1-0 · 2-0 · 3-0 · 4-0 · 5-0 · 6-0 · 7-0 · 8-0 · 8-1 · 9-1 · 10-1 | Laberdesque (Ramirez) — 23 min 14 s Cano Pérez (mineure) — 36 min 58 s |                  |
|                  | |                                                                  |                                                                        |                  |
| 0 min            | Pénalités | 2 min                                                            |                                                                        |                  |
|                  | |                                                                  |                                                                        |                  |

| 19 juin 2015 | États-Unis | 2-1 (0-1, 2-0) | Argentine | Club Athletico Provincial Rosario |

| Feuille de match | Feuille de match | Feuille de match    | Feuille de match                                                                                | Feuille de match |
| ---------------- | --- | ------------------- | ----------------------------------------------------------------------------------------------- | ---------------- |
|                  | Mosenson (mineure) — 5 min 53 s Mosenson (Keating) — 22 min 9 s (PP) Mazzie (Gardner) — 25 min 35 s Keating (mineure) — 28 min 15 s Ganz (mineure) — 38 min 11 s | · 0-1 · 1-1 · 2-1 · | Insúa (Guzmán) — 18 min 12 s Echevarría (mineure) — 21 min 25 s Irisarri (mineure) — 35 min 4 s |                  |
|                  | |                     |                                                                                                 |                  |
| 6 min            | Pénalités | 4 min               |                                                                                                 |                  |
|                  | |                     |                                                                                                 |                  |

#### Matchs de classement (places 5 à 8)
Tour de classement
| 20 juin 2015 | Argentine | 3-6 (3-4, 0-2) | Italie | Club Athletico Provincial Rosario |

| Feuille de match | Feuille de match | Feuille de match                                      | Feuille de match | Feuille de match |
| ---------------- | --- | ----------------------------------------------------- | --- | ---------------- |
|                  | Insúa (Portabella) — 7 min 47 s Irisarri (A. Marengo) — 9 min 4 s Portabella (Guzmán) — 16 min 58 s S. Marengo (mineure) — 20 min 16 s | 0-1 · 0-2 · 1-2 · 2-2 · 2-3 · 3-3 · 3-4 · 3-5 · 3-6 · | Ciresa (Rigoni) — 26 s Ciresa (Felicetti) — 4 min 6 s Virzi (Bellini) — 10 min 55 s Sommadossi — 19 min 57 s Sommadossi (Comencini) — 29 min 28 s Delfino (Belcastro) — 30 min 5 s Lettera (mineure) — 37 min 41 s |                  |
|                  | |                                                       | |                  |
| 2 min            | Pénalités | 2 min                                                 | |                  |
|                  | |                                                       | |                  |

| 20 juin 2015 | Espagne | 5-3 (4-1, 1-2) | Mexique | Club Athletico Provincial Rosario |

| Feuille de match | Feuille de match | Feuille de match                              | Feuille de match | Feuille de match |
| ---------------- | --- | --------------------------------------------- | --- | ---------------- |
|                  | Del Rey (Requena Soriano) — 16 s Del Rey (Requena Soriano) — 1 min 54 s Garcia Pascual — 11 min 13 s (PP) Suarez (Garcia Pascual) — 15 min 18 s Torres Galeno (mineure) — 17 min 27 s Herrero Llorente (Ercilla Bustamante) — 21 min 51 s (PP) Ercilla Bustamante (mineure) — 33 min 53 s — 38 min 33 s | 1-0 · 2-0 · 3-0 · 4-0 · 4-1 · 5-1 · 5-2 · 5-3 | Martinez (mineure) — 9 min 36 s Chavez (mineure) — 12 min 23 s Martinez (Ramirez) — 18 min 28 s (PP) Ramirez (mineure) — 20 min 22 s Sanchez Loyo (mineure) — 23 min 47 s Laberdesque (Grosso Alanis) — 33 min 35 s Castellanos (Samperio) — 39 min 55 s |                  |
|                  | |                                               | |                  |
| 4 min            | Pénalités | 8 min                                         | |                  |
|                  | |                                               | |                  |

7e place
| 21 juin 2015 | Argentine | 4-2 (3-1, 1-1) | Mexique | Club Athletico Provincial Rosario |

| Feuille de match | Feuille de match | Feuille de match                    | Feuille de match | Feuille de match |
| ---------------- | --- | ----------------------------------- | --- | ---------------- |
|                  | Echevarría (Guzmán) — 5 min 32 s Portabella (Degiacomi) — 12 min 8 s (PP) Insúa (Portabella) — 16 min 36 s Irisarri (mineure) — 29 min 14 s Portabella — 33 min 39 s Degiacomi (mineure) — 37 min 8 s | 1-0 · 2-0 · 2-1 · 3-1 · 3-2 · 4-2 · | Cano Pérez (mineure) — 10 min 30 s Castellanos — 14 min 57 s Martinez (Ramirez) — 30 min 34 s (PP) Martinez (mineure) — 37 min 8 s Ramirez (méconduite) — 37 min 8 s |                  |
|                  | |                                     | |                  |
| 4 min            | Pénalités | 14 min                              | |                  |
|                  | |                                     | |                  |

5e place
| 21 juin 2015 | Italie | 3-2 (pr) (2-1, 0-1, 1-0) | Espagne | Club Athletico Provincial Rosario |

| Feuille de match | Feuille de match                                                                                  | Feuille de match    | Feuille de match                                                             | Feuille de match |
| ---------------- | ------------------------------------------------------------------------------------------------- | ------------------- | ---------------------------------------------------------------------------- | ---------------- |
|                  | Traversa (Baldan) — 10 min 22 s Vendrame (Delfino) — 17 min 43 s Vendrame (Delfino) — 41 min 23 s | 1-0 1-1 2-1 2-2 3-2 | Cabalin Manresa — 17 min 3 s Torres Galeno (Porqueras Marques) — 24 min 18 s |                  |
|                  |                                                                                                   |                     |                                                                              |                  |
| 0 min            | Pénalités                                                                                         | 0 min               |                                                                              |                  |
|                  |                                                                                                   |                     |                                                                              |                  |

#### Demi-finales
| 20 juin 2015 | États-Unis | 2-6 (0-2, 2-4) | France | Club Athletico Provincial Rosario |

| Feuille de match | Feuille de match | Feuille de match                                | Feuille de match | Feuille de match |
| ---------------- | --- | ----------------------------------------------- | --- | ---------------- |
|                  | Ganz (mineure) — 9 min 43 s Mosenson (mineure) — 10 min 59 s Keating (mineure) — 11 min 44 s Hodge (mineure) — 23 min 16 s Nixdorf (mineure) — 30 min 12 s C. Baldwin — 33 min 47 s E. Baldwin (Mazzie) — 39 min 56 s | · 0-1 · 0-2 · 0-3 · 0-4 · 0-5 · 1-5 · 1-6 · 2-6 | Mogniat Duclos (Ladonne) — 12 min 2 s (PP) Langlois (Masson) — 15 min 17 s Lapresa — 21 min 3 s Ladonne (Lapresa) — 24 min 9 s (PP) Ladonne — 29 min 48 s Tijou (mineure) — 36 min 1 s Couraud (Fontanille) — 37 min 53 s |                  |
|                  | |                                                 | |                  |
| 10 min           | Pénalités | 2 min                                           | |                  |
|                  | |                                                 | |                  |

| 20 juin 2015 | Lettonie | 1-3 (1-0, 0-3) | République tchèque | Club Athletico Provincial Rosario |

| Feuille de match | Feuille de match                 | Feuille de match | Feuille de match                                                                           | Feuille de match |
| ---------------- | -------------------------------- | ---------------- | ------------------------------------------------------------------------------------------ | ---------------- |
|                  | Pujats (Zelubovskis) — 8 min 1 s | 1-0 1-1 1-2 1-3  | L. Novak (Rubes) — 25 min 19 s P. Sebek (Simo) — 38 min 39 s P. Sebek (Simo) — 39 min 29 s |                  |
|                  |                                  |                  |                                                                                            |                  |
| 0 min            | Pénalités                        | 0 min            |                                                                                            |                  |
|                  |                                  |                  |                                                                                            |                  |

#### Troisième place
| 21 juin 2015 | États-Unis | 7-4 (4-1, 3-3) | Lettonie | Club Athletico Provincial Rosario |

| Feuille de match | Feuille de match | Feuille de match                                                  | Feuille de match | Feuille de match |
| ---------------- | --- | ----------------------------------------------------------------- | --- | ---------------- |
|                  | C. Baldwin (Nixdorf) — 4 min 44 s C. Baldwin (Nixdorf) — 7 min 51 s C. Baldwin (Ganz) — 10 min 52 s Mazzie (Swims) — 14 min 25 s Nixdorf — 28 min Gardner (Mazzie) — 29 min 19 s Mazzie (Ganz) — 29 min 32 s C. Baldwin (mineure) — 30 min 12 s E. Baldwin (mineure) — 35 min 11 s Ganz (mineure) — 39 min 59 s | 1-0 · 2-0 · 3-0 · 4-0 · 4-1 · 4-2 · 4-3 · 4-4 · 5-4 · 6-4 · 7-4 · | Maslovskis (Golubovich) — 16 min 15 s Ogorodnikovs — 20 min 50 s Zelubovskis (Maslovskis) — 22 min 36 s Ogorodnikovs (Batraks) — 26 min 20 s Zelubovskis (mineure) — 30 min 12 s |                  |
|                  | |                                                                   | |                  |
| 6 min            | Pénalités | 2 min                                                             | |                  |
|                  | |                                                                   | |                  |

#### Finale
| 21 juin 2015 | France | 1-2 (pr) (0-0, 1-1, 0-1) | République tchèque | Club Athletico Provincial Rosario |

| Feuille de match | Feuille de match                                                                      | Feuille de match  | Feuille de match | Feuille de match |
| ---------------- | ------------------------------------------------------------------------------------- | ----------------- | --- | ---------------- |
|                  | Couraud (mineure) — 16 min Gabillet (Masson) — 31 min Lapresa (mineure) — 52 min 28 s | · 1-0 · 1-1 · 1-2 | Strycek (mineure) — 8 min 35 s Strycek (mineure) — 16 min Cik (Rubes) — 33 min 20 s P. Sebek (Loskot) — 53 min 42 s |                  |
|                  |                                                                                       |                   | |                  |
| 4 min            | Pénalités                                                                             | 4 min             | |                  |
|                  |                                                                                       |                   | |                  |

### Poule basse

#### Tableau final
|  | Quarts de finale | Quarts de finale |              |                | Demi-finales | Demi-finales |   |  | 9e place       | 9e place     |
|  | Quarts de finale | Quarts de finale |              |                | Demi-finales | Demi-finales |   |  | 9e place       | 9e place     |
|  |                  |                  |              |                |              |              |   |  |                |              |
|  | 19 juin 2015     | 19 juin 2015     |              |                | 20 juin 2015 | 20 juin 2015 |   |  | 21 juin 2015   | 21 juin 2015 |
|  | 19 juin 2015     | 19 juin 2015     |              |                | 20 juin 2015 | 20 juin 2015 |   |  | 21 juin 2015   | 21 juin 2015 |
|  | [D2] Brésil      | 32               |              |                | 20 juin 2015 | 20 juin 2015 |   |  | 21 juin 2015   | 21 juin 2015 |
|  | [D2] Brésil      | 32               |              |                | 20 juin 2015 | 20 juin 2015 |   |  | 21 juin 2015   | 21 juin 2015 |
|  | [C3] Inde        | 0                |              |                | 20 juin 2015 | 20 juin 2015 |   |  | 21 juin 2015   | 21 juin 2015 |
|  | [C3] Inde        | 0                | [D2] Brésil  | 3              |              |              |   |  | 21 juin 2015   | 21 juin 2015 |
|  | 19 juin 2015     |                  | [D2] Brésil  | 3              |              |              |   |  | 21 juin 2015   | 21 juin 2015 |
|  |                  | [A4] Colombie    | 1            |                |              |              |   |  | 21 juin 2015   | 21 juin 2015 |
|  | [A4] Colombie    | [A4] Colombie    | 1            | 14             |              |              |   |  | 21 juin 2015   | 21 juin 2015 |
|  | [A4] Colombie    |                  |              | 14             |              |              |   |  | 21 juin 2015   | 21 juin 2015 |
|  | [D4] Macau       | 0                |              |                |              |              |   |  | 21 juin 2015   | 21 juin 2015 |
|  | [D4] Macau       | 0                | [D2] Brésil  | 4              |              |              |   |  |                |              |
|  |                  |                  | [D2] Brésil  | 4              |              |              |   |  |                |              |
|  |                  | [B4] Suisse      | 3            |                |              |              |   |  |                |              |
|  | [B4] Suisse      | [B4] Suisse      | 3            | -              |              |              |   |  |                |              |
|  | [B4] Suisse      | 20 juin 2015     |              | -              |              |              |   |  |                |              |
|  | [C4] Exempt      | -                |              |                |              |              |   |  |                |              |
|  | [C4] Exempt      | -                | [B4] Suisse  | 24             |              |              |   |  |                |              |
|  | 19 juin 2015     | 19 juin 2015     | [B4] Suisse  | 24             | 11e place    | 11e place    |   |  |                |              |
|  | 19 juin 2015     | 19 juin 2015     |              | [C2] Venezuela | 11e place    | 11e place    | 1 |  |                |              |
|  | [C2] Venezuela   | 4                | 21 juin 2015 | 21 juin 2015   |              |              | 1 |  |                |              |
|  | [C2] Venezuela   | 4                | 21 juin 2015 | 21 juin 2015   |              |              |   |  |                |              |
|  | [D3] Chili       | 3                |              | [A4] Colombie  | 9            |              |   |  |                |              |
|  | [D3] Chili       | 3                |              | [A4] Colombie  | 9            |              |   |  |                |              |
|  |                  |                  |              |                |              |              |   |  | [C2] Venezuela | 0            |
|  |                  |                  |              |                |              |              |   |  | [C2] Venezuela | 0            |

|  | Perdants 1/4 de finale | Perdants 1/4 de finale |            |   | 13e place    | 13e place    |
|  | Perdants 1/4 de finale | Perdants 1/4 de finale |            |   | 13e place    | 13e place    |
|  |                        |                        |            |   |              |              |
|  | 20 juin 2015           | 20 juin 2015           |            |   | 21 juin 2015 | 21 juin 2015 |
|  | 20 juin 2015           | 20 juin 2015           |            |   | 21 juin 2015 | 21 juin 2015 |
|  | [C3] Inde              | 1                      |            |   | 21 juin 2015 | 21 juin 2015 |
|  | [C3] Inde              | 1                      |            |   | 21 juin 2015 | 21 juin 2015 |
|  | [D4] Macau             | 9                      |            |   | 21 juin 2015 | 21 juin 2015 |
|  | [D4] Macau             | 9                      | [D4] Macau | 2 |              |              |
|  |                        |                        | [D4] Macau | 2 |              |              |
|  |                        | [D3] Chili             | 8          |   |              |              |
|  | [C4] Exempt            | [D3] Chili             | 8          | - |              |              |
|  | [C4] Exempt            |                        |            | - |              |              |
|  | [D3] Chili             | -                      |            |   |              |              |
|  | [D3] Chili             | -                      | 15e place  |   |              |              |
|  |                        |                        |            |   |              |              |
|  |                        |                        |            |   |              |              |
|  |                        |                        |            |   |              |              |
|  | [C4] Exempt            | -                      |            |   |              |              |
|  | [C4] Exempt            | -                      |            |   |              |              |
|  | [C3] Inde              | -                      |            |   |              |              |
|  | [C3] Inde              | -                      |            |   |              |              |

#### Quarts de finale
| 19 juin 2015 | Brésil | 32-0 (16-0, 16-0) | Inde | Club Athletico Provincial Rosario |

| Feuille de match | Feuille de match | Feuille de match | Feuille de match                 | Feuille de match |
| ---------------- | --- | --- | -------------------------------- | ---------------- |
|                  | Calhelha Christiani (de Magalhaes) — 2 min 9 s Pedro Custodio (Fernando de Almeida) — 4 min 48 s Koenen (Andrade) — 5 min 50 s Pedro Custodio (Bossi) — 8 min 19 s Guzman (Milanov Geraldini) — 10 min 15 s Koenen (Guzman) — 10 min 26 s Graciano (Fernando de Almeida) — 10 min 54 s Calhelha Christiani (Bossi) — 11 min 18 s Milanov Geraldini — 11 min 45 s Guzman (Milanov Geraldini) — 14 min 6 s Milanov Geraldini (Fernando de Almeida) — 16 min 16 s Limeira da Silva (Calhelha Christiani) — 16 min 54 s Koenen (Guzman) — 17 min 4 s Fernando de Almeida (Farias Gomez) — 17 min 51 s Maraboli (de Magalhaes) — 19 min 7 s Milanov Geraldini (Bossi) — 19 min 37 s Limeira da Silva — 21 min 45 s Milanov Geraldini (Koenen) — 21 min 56 s Guzman (Milanov Geraldini) — 22 min 8 s Graciano (Farias Gomez) — 22 min 49 s Bossi — 24 min 15 s Fernando de Almeida — 26 min 16 s Bossi (Farias Gomez) — 27 min 34 s de Magalhaes (Maraboli) — 28 min 17 s Milanov Geraldini (Guzman) — 28 min 24 s Graciano (Farias Gomez) — 29 min Graciano (Fernando de Almeida ) — 30 min 7 s Maraboli (Limeira da Silva) — 31 min 10 s Milanov Geraldini (Guzman) — 32 min 31 s Graciano — 33 min 1 s Calhelha Christiani (Limeira da Silva) — 36 min 30 s Fernando de Almeida (Farias Gomez) — 39 min 55 s | 1-0 · 2-0 · 3-0 · 4-0 · 5-0 · 6-0 · 7-0 · 8-0 · 9-0 · 10-0 · 11-0 · 12-0 · 13-0 · 14-0 · 15-0 · 16-0 · 17-0 · 18-0 · 19-0 · 20-0 · 21-0 · 22-0 · 23-0 · 24-0 · 25-0 · 26-0 · 27-0 · 28-0 · 29-0 · 30-0 · 31-0 · 32-0 | Gunamoni (mineure) — 14 min 42 s |                  |
|                  | | |                                  |                  |
| 0 min            | Pénalités | 2 min |                                  |                  |
|                  | | |                                  |                  |

| 19 juin 2015 | Venezuela | 4-3 (2-2, 2-1) | Chili | Club Athletico Provincial Rosario |

| Feuille de match | Feuille de match | Feuille de match                            | Feuille de match | Feuille de match |
| ---------------- | --- | ------------------------------------------- | --- | ---------------- |
|                  | Hinestroza (mineure) — 3 min 52 s Montesinos (Salas) — 5 min 42 s (PP) Osa (Salas) — 10 min 46 s Salas (Osa) — 31 min 27 s Salas (Montesinos) — 35 min 58 s (PP) Montesinos (mineure) — 37 min 29 s | · 0-1 · 1-1 · 2-1 · 2-2 · 2-3 · 3-3 · 4-3 · | Cubillos (G. Araya) — 4 min 13 s (PP) G. Araya (mineure) — 4 min 54 s M. Araya (Quinteros) — 18 min 32 s Guerra (mineure) — 25 min 25 s Guerra (Vera) — 28 min 2 s Cubillos (mineure) — 34 min 3 s |                  |
|                  | |                                             | |                  |
| 4 min            | Pénalités | 6 min                                       | |                  |
|                  | |                                             | |                  |

| 19 juin 2015 | Colombie | 14-0 (6-0, 8-0) | Macau | Club Athletico Provincial Rosario |

| Feuille de match | Feuille de match | Feuille de match                                                                       | Feuille de match                 | Feuille de match |
| ---------------- | --- | -------------------------------------------------------------------------------------- | -------------------------------- | ---------------- |
|                  | Espinoza (Mendez) — 57 s Mendez (Burgos Ochoa) — 3 min 33 s J.S. Villamizar (Senosiain) — 9 min 3 s Senosiain — 12 min 55 s Senosiain (mineure) — 13 min 59 s Sanchez (Burgos Ochoa) — 16 min 19 s Alvarado (Senosiain) — 18 min 16 s Mendez — 23 min 11 s J.S. Villamizar (Castro) — 26 min 37 s Espinoza — 27 min 16 s Mendez (Espinoza) — 29 min 4 s Burgos Ochoa (J.S. Villamizar) — 30 min 28 s Sanchez (C. Villamizar) — 32 min 31 s Littfack (Espinoza) — 36 min 23 s (PP) Castro (Senosiain) — 39 min 56 s | 1-0 · 2-0 · 3-0 · 4-0 · 5-0 · 6-0 · 7-0 · 8-0 · 9-0 · 10-0 · 11-0 · 12-0 · 13-0 · 14-0 | H. Cheng (mineure) — 33 min 59 s |                  |
|                  | |                                                                                        |                                  |                  |
| 2 min            | Pénalités | 2 min                                                                                  |                                  |                  |
|                  | |                                                                                        |                                  |                  |

#### Matchs de classement (places 13 à 15)
Tour de classement
| 20 juin 2015 | Inde | 1-9 (1-7, 0-2) | Macau | Club Athletico Provincial Rosario |

| Feuille de match | Feuille de match                                                                         | Feuille de match                                          | Feuille de match | Feuille de match |
| ---------------- | ---------------------------------------------------------------------------------------- | --------------------------------------------------------- | --- | ---------------- |
|                  | Gunamoni — 7 min 33 s B.K. Thota (mineure) — 9 min 48 s J. Thota (mineure) — 15 min 35 s | 0-1 · 0-2 · 1-2 · 1-3 · 1-4 · 1-5 · 1-6 · 1-7 · 1-8 · 1-9 | S.W. Hong — 2 min 31 s C.C. Lam (H. Cheng) — 4 min 35 s H.Y. Yeung (L. Zhihang) — 9 min 2 s L. Zhihang (H.Y. Yeung) — 13 min 16 s H.Y. Yeung (W. Hoi) — 14 min 37 s H.Y. Yeung (S.W. Hong) — 17 min 3 s (PP) H.Y. Yeung (L. Zhihang) — 19 min 37 s L. Zhihang — 25 min 6 s H.Y. Yeung (L. Zhihang) — 39 min 39 s |                  |
|                  |                                                                                          |                                                           | |                  |
| 4 min            | Pénalités                                                                                | 0 min                                                     | |                  |
|                  |                                                                                          |                                                           | |                  |

13e place
| 21 juin 2015 | Macau | 2-8 (2-6, 0-2) | Chili | Club Athletico Provincial Rosario |

| Feuille de match | Feuille de match                                                                                           | Feuille de match                                            | Feuille de match | Feuille de match |
| ---------------- | --- | ----------------------------------------------------------- | --- | ---------------- |
|                  | H. Cheng (H.Y. Yeung) — 7 min 12 s L.K. Ieong (L. Zhihang) — 11 min 10 s S.W. Hong (mineure) — 38 min 52 s | 0-1 · 0-2 · 1-2 · 1-3 · 1-4 · 2-4 · 2-5 · 2-6 · 2-7 · 2-8 · | — 3 min 21 s — 5 min 11 s (mineure) — 7 min 12 s — 10 min — 11 min 4 s (mineure) — 11 min 31 s — 13 min 57 s — 17 min — 21 min 35 s (mineure) — 27 min 10 s — 31 min 53 s (mineure) — 38 min 14 s |                  |
|                  | |                                                             | |                  |
| 2 min            | Pénalités                                                                                                  | 8 min                                                       | |                  |
|                  | |                                                             | |                  |

#### Demi-finales
| 20 juin 2015 | Brésil | 3-1 (2-1, 1-0) | Colombie | Club Athletico Provincial Rosario |

| Feuille de match | Feuille de match | Feuille de match        | Feuille de match | Feuille de match |
| ---------------- | --- | ----------------------- | --- | ---------------- |
|                  | Milanov Geraldini — 2 min 41 s Calhelha Christiani (mineure) — 3 min 41 s Guilardi (Farias Gomez) — 6 min 20 s Maraboli (mineure) — 13 min 24 s Farias Gomez (mineure) — 23 min 5 s Maraboli (mineure) — 28 min 28 s Pedro Custodio (mineure) — 28 min 55 s Limeira da Silva (mineure) — 33 min 11 s Guilardi — 35 min 16 s Milanov Geraldini (mineure) — 36 min 16 s | 1-0 · 2-0 · 2-1 · 3-1 · | Senosiain (mineure) — 3 min 41 s Alvarado (mineure) — 10 min 23 s J.S. Villamizar (Littfack) — 19 min 4 s Espinoza (mineure) — 23 min 5 s J.S. Villamizar (mineure) — 33 min 11 s |                  |
|                  | |                         | |                  |
| 14 min           | Pénalités | 8 min                   | |                  |
|                  | |                         | |                  |

| 20 juin 2015 | Suisse | 24-1 (7-0, 17-1) | Venezuela | Club Athletico Provincial Rosario |

| Feuille de match | Feuille de match | Feuille de match | Feuille de match                                                                                   | Feuille de match |
| ---------------- | --- | --- | -------------------------------------------------------------------------------------------------- | ---------------- |
|                  | Bahar (Curty) — 4 min 18 s Horber — 4 min 49 s Hürlimann (Schrepfer) — 9 min 35 s Curty (Bahar) — 9 min 40 s Bahar (Curty) — 10 min 14 s Schrepfer (Bucher) — 13 min 18 s Eicher (Rothen) — 19 min 31 s Eicher — 22 min 31 s Furrer (Hürlimann) — 24 min 4 s (PP) Mäusli (Bahar) — 25 min 12 s Furrer (Hürlimann) — 27 min 4 s Hürlimann (Schrepfer) — 27 min 33 s Bahar (Mäusli) — 27 min 48 s Curty (Bahar) — 30 min 5 s Häfliger (Edri) — 30 min 30 s Rothen (Bucher) — 30 min 50 s Rothen (Simmen) — 32 min 27 s Hürlimann (Schrepfer) — 32 min 47 s Rothen (Schrepfer) — 34 min 16 s (PP) Mäusli (Curty) — 36 min 45 s Simmen (Häfliger) — 37 min Bucher (Schrepfer) — 37 min 28 s Edri (Simmen) — 39 min 21 s Hürlimann (Bucher) — 39 min 48 s | 1-0 · 2-0 · 3-0 · 4-0 · 5-0 · 6-0 · 7-0 · 8-0 · 9-0 · 10-0 · 11-0 · 12-0 · 13-0 · 13-1 · 14-1 · 15-1 · 16-1 · 17-1 · 18-1 · 19-1 · 20-1 · 21-1 · 22-1 · 23-1 · 24-1 | Mogollón Hernandez (mineure) — 23 min 42 s Osa (Zambrano) — 29 min 38 s Osa (mineure) — 34 min 4 s |                  |
|                  | | | |                  |
| 0 min            | Pénalités | 4 min | |                  |
|                  | | | |                  |

#### Onzième place
| 21 juin 2015 | Colombie | 9-0 (4-0, 5-0) | Venezuela | Club Athletico Provincial Rosario |

| Feuille de match | Feuille de match | Feuille de match                                    | Feuille de match              | Feuille de match |
| ---------------- | --- | --------------------------------------------------- | ----------------------------- | ---------------- |
|                  | Littfack (Espinoza) — 47 s Senosiain (Espinoza) — 6 min 18 s J.S. Villamizar (Mendez) — 6 min 24 s C. Villamizar — 6 min 52 s Mendez (J.S. Villamizar) — 29 min 41 s J.S. Villamizar (Mendez) — 29 min 51 s Senosiain (Littfack) — 31 min 20 s Espinoza — 36 min 14 s Espinoza (Littfack) — 39 min 53 s | 1-0 · 2-0 · 3-0 · 4-0 · 5-0 · 6-0 · 7-0 · 8-0 · 9-0 | Salas (mineure) — 19 min 43 s |                  |
|                  | |                                                     |                               |                  |
| 0 min            | Pénalités | 2 min                                               |                               |                  |
|                  | |                                                     |                               |                  |

#### Neuvième place
| 21 juin 2015 | Brésil | 4-3 (2-2, 2-1) | Suisse | Club Athletico Provincial Rosario |

| Feuille de match | Feuille de match | Feuille de match                        | Feuille de match | Feuille de match |
| ---------------- | --- | --------------------------------------- | --- | ---------------- |
|                  | Farias Gomez (Guilardi) — 12 min 23 s Farias Gomez (Fernando de Almeida) — 15 min 13 s Fernando de Almeida (mineure) — 17 min 57 s Farias Gomez (Pedro Custodio) — 22 min 29 s Calhelha Christiani — 32 min 54 s | 0-1 · 1-1 · 2-1 · 2-2 · 3-2 · 3-3 · 4-3 | Häfliger (Eicher) — 4 min 36 s Bucher (mineure) — 5 min 3 s Bucher (Furrer) — 16 min 23 s Bucher (Furrer) — 22 min 29 s |                  |
|                  | |                                         | |                  |
| 2 min            | Pénalités | 2 min                                   | |                  |
|                  | |                                         | |                  |